# Gergely Pongrátz
Gergely Pongátz, né le 18 février 1932 à Szamosújvár (aujourd'hui Gherla) et mort le 18 mai 2005 à Kiskunmajsa, est un combattant de la révolution hongroise de 1956 ainsi qu'un homme politique hongrois. Entre le 1er et le 9 novembre 1956, il est à la tête de l'un des plus grands groupes de combattants insurrectionnistes, dont le rayon d'action est centré sur le quartier de Corvin, à Budapest.
Sous son commandement, les combattants de Corvin détruisent au moins une douzaine de tanks soviétiques et résistent à plusieurs vagues d'assaut. Après le conflit, Pongrátz échappe de peu à la capture et déménage aux États-Unis dès 1957 où il passe la majeure partie de son exil, jusqu'à son retour en Hongrie en 1991. Il devient alors vice-président puis le président de l'association des soldats hongrois de la liberté (Magyar Szabadságharcos Szövetség).